# Köröstarcsa
Köröstarcsa is een plaats (község) en gemeente in het Hongaarse comitaat Békés. Köröstarcsa telt 2846 inwoners (2002).